# Anthony Gonzalez (político)
Anthony E. Gonzalez (Cleveland, Ohio, 18 de setembro de 1984) é um político estadunidense e ex-jogador de futebol americano profissional da National Football League que atuava na posição de wide receiver.
Atualmente ele serve como representante do 16º distrito de Ohio na Câmara Baixa do Congresso dos Estados Unidos.

## Carreira
Gonzalez é filho de um imigrante cubano-americano que havia fugido de Cuba para os Estados Unidos quando Fidel Castro tomou o poder na ilha.

### High School
Gonzales estudou na Saint Ignatius High School em Cleveland, Ohio. Na escola fez atletismo e futebol americano, onde jogou tanto na defesa e quanto no ataque. No total, Gonzalez fez 71 recepções para 1.873 e 21 TDs além de estabelecer um recorde da escola dom uma média de 27,3 jardas por recepção.

### College Football
Gonzalez estudou três anos na Ohio State University. Lá jogou com outros atletas que se destacariam na NFL como os wide receivers Santonio Holmes, Ted Ginn Jr e Roy Hall, e também com o ganhador do Heisman Trophy e jogador do Baltimore Ravens quarterback Troy Smith. Atuando pela Ohio State, Gonzales demonstrou talento, velocidade e acima de tudo muita inteligencia sendo um dos WRs universitários mais elogiados por treinadores e especialistas. Gonzales se formou em Filosofia pela Universidade de Ohio com excelente notas.

### NFL

#### Indianapolis Colts
Anthony Gonzalez foi selecionado no primeiro rodada (32ª escolha) do draft de 2007 pelo Indianapolis Colts e rapidamente assinou um acordo de 5 anos com o time. Ele foi um dos três WR de Ohio State que foram escolhidos em 2007. Devido a presença no ataque dos Colts de dois grande wide receiver, Reggie Wayne e Marvin Harrison, Gonzales teve de atuar como slot receiver, porém devido a contusão de M. Harrison, Gonzales teve a oportunidade de ser titular no respeitado ataque do time de Indiana e ele não decepcionou: ele fez em seu primeiro ano 37 recepções para 576 jardas e 3 touchdowns. Em seu segundo ano Gonzales registrou alguma melhora fazendo 57 recepções para 664 jardas e 4 TDs. No dia 2 de novembro de 2008, Gonzalez fez 2 recepções para touchdown e ajudou Indianapolis a derrotar o New England Patriots por 18-15 no Sunday Night Football.
Em 2009, Gonzalez foi nomeado wide receiver titular do time ao lado de Reggie Wayne depois que Marvin Harrison deixou o time na offseason. Porém ele acabou se machucando na Semana 1 contra o Jacksonville Jaguars e era esperado que ele fique de fora 8 semanas, mas ele acabou sendo colocado no injured reserve. Em 2012, ele foi oficialmente dispensado dos Colts.

#### New England Patriots
Em 17 de março de 2012, Gonzalez assinou com o New England Patriots. Mas ele acabou sendo dispensado do time no dia 29 de maio do mesmo ano.

#### De volta a faculdade
Após se aposentar do futebol americano, Gonzales conseguiu um MBA na Stanford's Graduate School of Business.[carece de fontes?]

### Política
Em agosto de 2017, Gonzalez se inscreveu para concorrer no 16º distrito de Ohio da Câmara dos Representantes dos Estados Unidos nas eleições de 2018. Ele é filiado ao Partido Republicano. Gonzalez conseguiu angariar mais de US$ 525 000 dólares em doações em menos de um mês, com parte do dinheiro vindo de ex colegas da NFL, como Peyton Manning e o dono do Cleveland Browns, Jimmy Haslam, além de outros antigos colegas de profissão. Os representantes do seu partido no Condado de Cuyahoga o endossaram para o cargo.

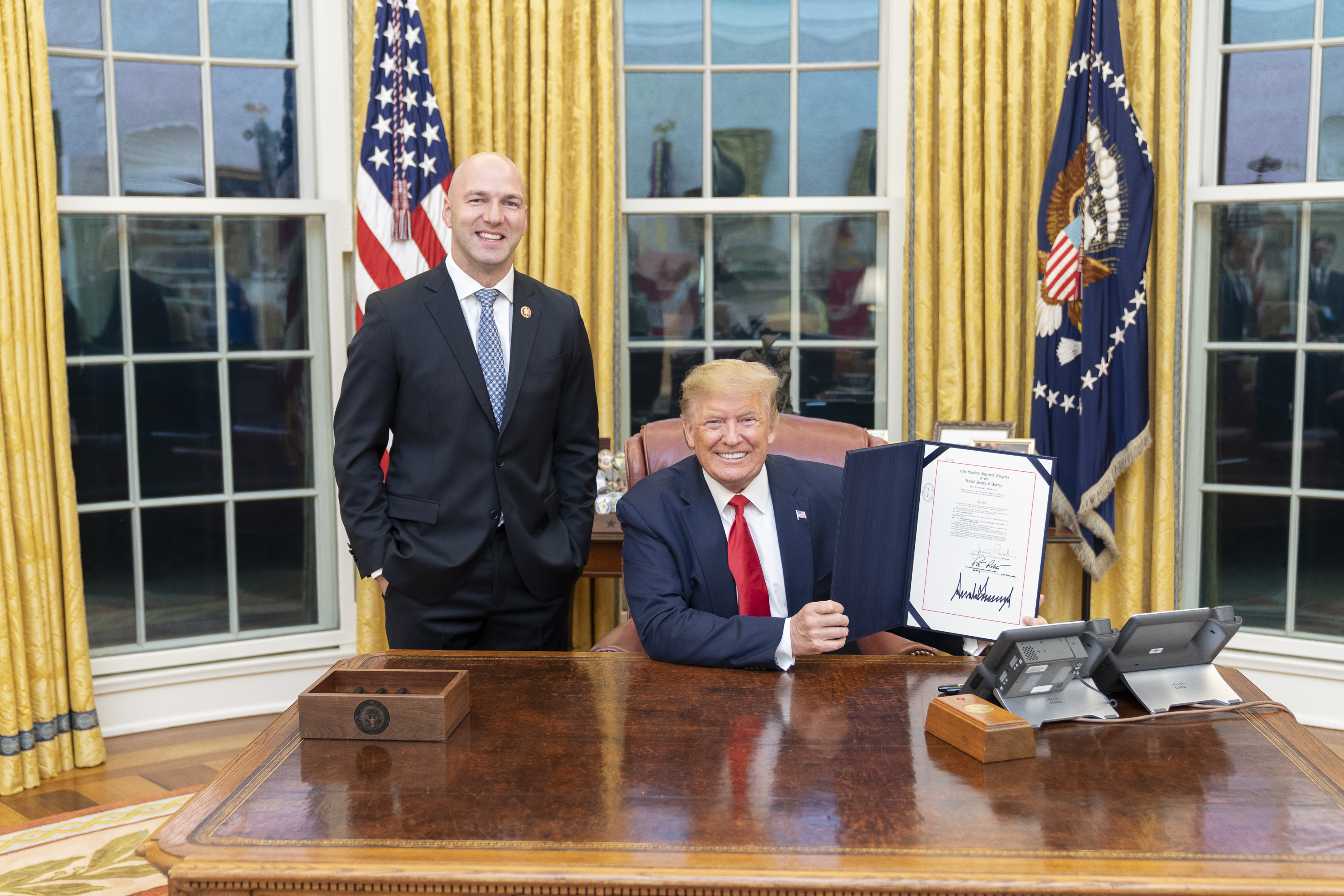
Gonzalez com o presidente Donald Trump em janeiro de 2020

Gonzalez acabou sendo eleito para o Congresso, com 57% dos votos do seu distrito. Durante sua carreira política de quatro anos, seu histórico de votações no Congresso foi ideologicamente conservador.
Quando a Câmara dos Representantes votou pelo impeachment do presidente Donald Trump em 18 de dezembro de 2019, acusando Trump de abuso de poder e obstrução do Congresso ao tentar buscar ajuda de uma fonte estrangeira para influenciar a eleição presidencial de 2020 contra Joe Biden, Gonzalez votou contra remover Trump do cargo, afirmando que não havia evidências para condena-lo.
Em janeiro de 2021, doze dias antes do fim do mandato de Donald Trump, a Câmara dos Representantes votou uma segunda moção para remover Trump do cargo, o acusando de "incitação à insurreição", antes e durante a Invasão do Capitólio. Desta vez, Gonzalez votou por condenar o presidente, sendo um dos dez republicanos a faze-lo. Novamente, assim como na primeira tentativa de impeachment, dentro das linhas partidárias, o Senado votou por inocentar Trump.
Em 19 de maio de 2021, Gonzalez foi um dos trinta e cinco republicanos que se juntaram aos democratas para votar numa legislação que estabeceria a "Comissão de 6 de Janeiro" para investigar a Invasão do Capitólio. Essa ação, junto com o seu voto a favor do impeachment de Trump, causou irritação entre a base trumpista do partido com Gonzalez, resultando em várias ameaças contra ele e sua família, que forçou a liderança da Câmara a aumentar a segurança ao redor dele.  Em setembro de 2021, Anthony Gonzales anunciou que não buscaria se reeleger em 2022, afirmando que Trump era um "câncer para o país".

## Números da carreira
NFL
| Ano   | Time | Jogos | Titular | Recepções | Jardas | Média por Recepção | TDs |
| 2007  | IND  | 13    | 9       | 37        | 576    | 15,6               | 3   |
| 2008  | IND  | 16    | 2       | 57        | 664    | 11,6               | 4   |
| 2009  | IND  | 1     | 1       | 0         | 0      | 0                  | 0   |
| 2010  | IND  | 2     | 0       | 5         | 67     | 13,4               | 0   |
| 2011  | IND  | 8     | 0       | 0         | 0      | 0                  | 0   |
| Total | N/A  | 40    | 12      | 99        | 1 307  | 13,2               | 7   |